# Ignacio de Luzán
Ignacio de Luzán Claramunt de Suelves y Gurrea (28. března 1702 Zaragoza – 18. května 1754 Madrid) byl španělský klasicistní básník a literární teoretik.

## Život
Vystudoval práva v Miláně, filosofii v Catanii a pak se usadil v Neapoli. Od roku 1737 žil ve španělském Monzónu, v letech 1747–1750 byl v diplomatických službách v Paříži, po návratu byl zvolen do Poetické akademie v Madridu, zastával vysoké úřady ve finanční správě, byl ředitelem královské mincovny a pokladníkem královské knihovny.

## Význam
Jeho literární význam netkví ani tak v jeho vlastním díle, které je malé rozsahem a nijak výjimečné kvalitou: napsal vedle několika drobných ód a jiných básní s vlasteneckou a hrdinskou tematikou ještě nepříliš kvalitní komedii ve francouzském stylu La Virtud honrada a paměti. Pověst si získal kritickou prací Poetika (La poetica 1737), jíž se stal svým způsobem teoretikem španělského klasicismu, do kterého vnesl vlivy soudobé francouzské literatury. Také překládal, především francouzská dramata a starořeckou poesii (Anakreón).